# سامر زهیر عساسه
سامر زهیر عساسه (انگلیسی: Samer Zuhair Assassa؛ زادهٔ ۵ مهٔ ۱۹۶۰) بازیکن فوتبال اهل سوریه بود.
وی به‌همراه تیم ملی فوتبال سوریه در بازی‌های المپیک تابستانی ۱۹۸۰ شرکت کرده‌است.